# میگل ماریا لاسا
میگل ماریا لاسا (اسپانیایی: Miguel María Lasa‎؛ زادهٔ ۲ نوامبر ۱۹۴۷) دوچرخه‌سوار اهل اسپانیا است. وی در بازی‌های المپیک تابستانی ۱۹۶۸ شرکت کرده است.